# UXPin
UXPin – firma wytwarzająca oprogramowanie pod nazwą UXPin, służące do tworzenia interaktywnych prototypów aplikacji oraz stron internetowych. Oprogramowanie przeznaczone jest dla osób zajmujących się projektowaniem interfejsów użytkownika, user experience oraz grafików, a także dla wspierających ich zespołów deweloperskich wspierających proces tworzenia aplikacji.
Jedną z głównych zalet aplikacji UXPin jest projektowanie oparte na kodzie. Oznacza to, że zamiast rysować statyczne reprezentacje projektów w narzędziu do projektowania rastrowego lub wektorowego, projektanci mogą renderować swoje zamiary projektowe bezpośrednio w kodzie – bez wymogu wiedzy na temat programowania. Gdy użytkownik rysuje projekt, narzędzie tworzy odpowiedni kod html / css / javascript i włącza przeglądarkę, a silnik aplikacji pokazuje wyniki wizualnie.
Aplikacja jest dostępna na systemy MacOS, Windows.

## Historia
UXPin został założony przez Marcina Tredera, Kamila Ziębę i Marcina Kowalskiego w listopadzie 2008 roku w Gdańsku. Otwarcie drugiego biura w Mountain View w Kalifornii odbyło się w 2013 r. Pierwsza wersja UXPin zakładała współpracę w czasie rzeczywistym: wiele osób mogło edytować jednocześnie jedną makietę projektu – nazywano tę funkcję to projektowaniem wieloosobowym. Wraz z rozwojem zespołów projektowych i rozszerzeniem pracy zdalnej współpraca w czasie rzeczywistym stała się jednym z nadrzędnych celów firmy.

Pierwszym produktem UXPin było narzędzie do projektowania papierowych prototypów. Pozwalało to projektantom przekształcić papierowe prototypy w prototypy oparte na HTML. Zrezygnowano z tej metody w 2013 r.

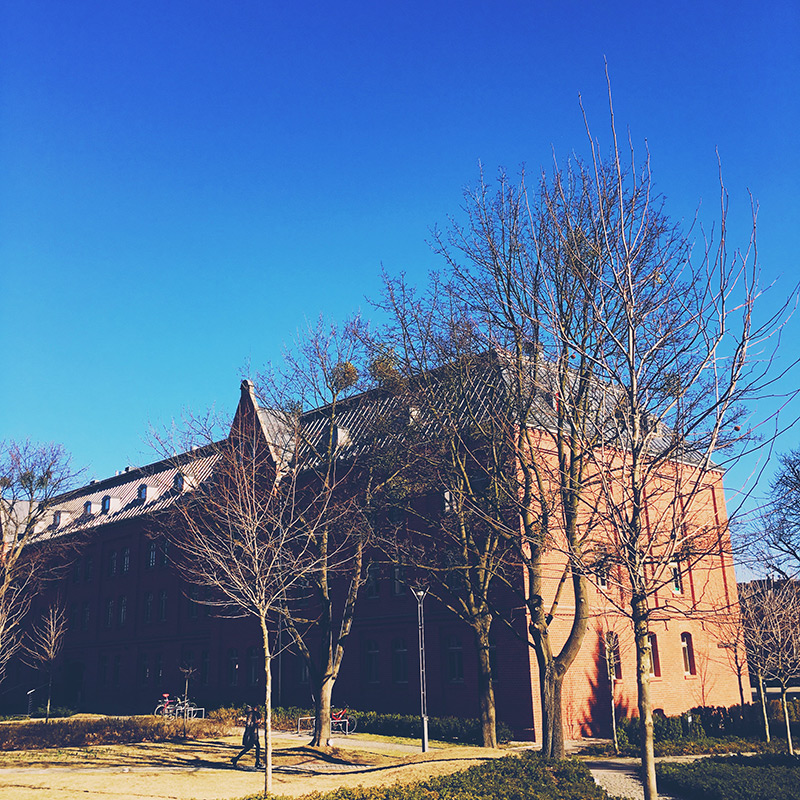
Siedziba UXPin w Gdańsku

W 2015 r. wzrosło zainteresowanie rozwiązaniami, które pomagają organizacjom skalować procesy projektowe bez rozbieżności całego systemu. Wtedy wprowadzono systemy projektowania UXPin – (czerwiec 2017).
W lutym 2019 r. UXPin uruchomił wersję beta dla funkcjonalności Merge: technologii łączącej projektowanie i inżynierię. Scalanie pozwala importować i synchronizować gotowe komponenty React.js z repozytoriów Git do edytora UXPin. Wszystkie dane i interakcje zostają przekazane do edytora UXPin. Pozwala to na projektowanie z już zakodowanych komponentów.